# 井上彩香
井上 彩香（いのうえ あやか、1988年7月21日 - ）は、鹿児島テレビ放送 (KTS) のアナウンサー。

## 略歴
広島県広島市の出身で、ノートルダム清心中・高等学校から早稲田大学商学部へ進学。
大学在学時には、日本テレビのイベントコンパニオンを務めていた。コンパニオンとしての同期生に、元毎日放送のアナウンサーでフリーに転身した豊崎由里絵（当時青山学院大学に在学）がいる。4年時には、TOKYO MXの『U・LA・LA@7』で学生アナウンサーを務めていた。また、この年の早稲田祭で行われたミスキャンパス『早稲田コレクション2010』にも出場し、ファイナリストに選出された。これらの活動や学業と並行して、テレビ朝日アスクにも通っていた。
2011年に鹿児島テレビ放送に入社し、同局のアナウンサーになる。2014年3月からは坪内一樹とともに、平日夕方に鹿児島ローカルで放送されるニュース番組のキャスターを務めている。

## 担当番組
- U・LA・LA@7（TOKYO MX） - 学生アナウンサー（2010年7月 - 12月）
- デルフォイの神託 - MC[10]
- ナマ・イキVOICE[3]
- KTSスーパーニュース - キャスター[4]
- みんなのニュース かごしま - キャスター（2015年3月30日 - 2018年3月29日）
- KTSプライムニュース - メインキャスター（2018年4月2日 - 2019年3月31日）
- KTS Live News → KTSライブニュース - メインキャスター（2019年4月1日 - ）